# Pichia rarassimilans
Pichia rarassimilans är en svampart som beskrevs av Endoh, M. Suzuki, Omoto & Benno 2008. Pichia rarassimilans ingår i släktet Pichia och familjen Pichiaceae.   Inga underarter finns listade i Catalogue of Life.